# L'ultimo harem
Pour plus de détails, voir Fiche technique et Distribution.
L'ultimo harem est un film d'aventures italien réalisé par Sergio Garrone et sorti en 1981.

## Synopsis
Le prince Almalarik est un magnat du pétrole qui possède un harem. Un jour, sur la Côte d'Azur, il rencontre le mannequin Laura et l'épouse. Ce n'est qu'après le mariage que la jeune fille découvre qu'elle est la quatrième épouse d'Almalarik. Elle s'enfuit alors du harem parce qu'elle ne veut pas partager son mari avec les autres et jure de ne revenir que s'il se débarrasse des trois premières épouses.

## Fiche technique
- Titre original italien  : L'ultimo harem[1]
- Réalisateur : Sergio Garrone (sous le nom de « Willy S. Regan »)
- Scénario : Sergio Garrone (sous le nom de « Willy S. Regan »), Federico J. Aicardi
- Photographie : Fernando Arribas
- Montage : Gianfranco Amicucci
- Musique : Stelvio Cipriani
- Décors : Francesco Cuppini
- Costumes : Mario Sallusti
- Production : Federico Aicardi, Willey Reynolds
- Société de production : Amarkar International Films
- Pays de production :  Italie
- Langue originale : italien
- Format : Couleur par Telecolor - Son mono - 35 mm
- Durée : 92 minutes
- Genre : Film d'aventures
- Dates de sortie :
  - Italie : 12 août 1981
- Affiche : Macario Gómez Quibus (Espagne)

## Distribution
- George Lazenby : Prince Almalarik
- Corinne Cléry : Sara
- Daniela Poggi : Laura
- Ursula Buchfellner : Teresa
- Mirta Miller : Aysha
- Angelo Pennoni :
- Maria Kosty : fille grecque
- Aldo Sambrell : Chef bédouin
- Gérard Tichy :